# Atlético Pinares
El Club Atlético Pinares fue un equipo de fútbol de Ocotepeque, que jugó en la Liga de Ascenso de Honduras. El Club Atlético Pinares fue la cuna del reconocido jugador Walter "El General" López que se formó como jugador en las filas del Atlético Pinares en Ocotepeque. El Atlético Pinares cuenta con mucha historia ya que fue fundado en 1975 jugando en la liga mayor de Ocotepeque. En 2016 hizo su debut en la liga de ascenso del fútbol hondureño, fue uno de los equipos más fuertes de la zona occidental. "Atlético Pinares más que un equipo somos una familia" era el reconocido lema de los verdes.

## Historia
Fundado en la aldea de Agua Caliente, frontera de Honduras y Guatemala, ya estuvo una vez en Liga de Ascenso hace muchos años atrás pero por falta de apoyo económico la categoría tuvo que venderse.
En el año 2014 el equipo tomó nuevamente el rumbo iniciando en Liga Mayor siendo Walter López quien decidiría iniciar de nuevo con este proceso. Luego de su lamentable fallecimiento el equipo pasó a manos de su hermano Fernando López y de la junta directiva quiénes poco a poco fueron sacando adelante el equipo. en 2015 se adquirió la categoría para poder participar el Liga de Ascenso. 
Diciembre de 2019 Club Atlético Pinares se coronó campeón del torneo de Apertura, asegurando ya la finalísima del torneo Clausura, donde se enfrentó al Victoria, Campeón del Clausura 2021, partido que perdió 5-0 en el Global y no logrando su ascenso a Primera. 
El 14 de julio de 2021, luego de un comunicado emitido en redes sociales, el equipo vende su categoría al FC Alvarado de la Liga Mayor, debido a una crisis económica, concretando así también su desafiliación del torneo y posterior desaparición.